# Championnat d'Asie masculin de basket-ball 1991
Navigation
Chine 1989 Indonésie 1993
Le championnat d'Asie de basket-ball 1991 est la seizième édition du championnat d'Asie des nations. Elle s'est déroulée du 22 août au 1er septembre 1991 à Kobe au Japon.

## Classement final
| Position | Équipe          | Bilan |
| -------- | --------------- | ----- |
| 1        | Chine           | 9v-0d |
| 2        | Corée du Sud    | 8v-1d |
| 3        | Japon           | 5v-3d |
| 4        | Taïwan          | 4v-4d |
| 5        | Corée du Nord   | 5v-3d |
| 6        | Iran            | 4v-4d |
| 7        | Philippines     | 5v-4d |
| 8        | Jordanie        | 3v-6d |
| 9        | Arabie saoudite | 6v-2d |
| 10       | Singapour       | 4v-4d |
| 11       | Hong Kong       | 4v-3d |
| 12       | Koweït          | 3v-5d |
| 13       | Inde            | 2v-5d |
| 14       | Indonésie       | 1v-6d |
| 15       | Bahreïn         | 4v-4d |
| 16       | Qatar           | 1v-6d |
| 17       | Malaisie        | 1v-4d |
| 18       | Sri Lanka       | 0v-5d |